# عابر سبيل
عابر سبيل فيلم سينمائي غنائي سوري و هو ثاني فيلم سينمائي ناطق في السينما السورية من إنتاج العام 1950.

## قصة الفيلم
فتاة شابة طموحة تلتقي شاباً جميل الصوت، يحلم أن يكون مطرباً مشهوراً، بطريق المصادفة، وتشعر بأنه الوحيد القادر على تحقيق أحلامها، تقف بجواره حتى يحقق حلمه في أن يصبح مطرباً مشهوراً .

## فريق العمل[3]
قصة وسيناريو و حوار: أحمد عرفان
إخراج: أحمد عرفان
تصوير: أحمد عرفان

## بطولة
- ظريف صباغ
- سلوى الخوري
- هيام صلاح
- أزهار
- هيام سراج
- علي الدباغ
- صونيا درويش
- بهاء مصري
- منير صلاح
- شريف سواس
- نجيب السراج